# Orania (geslacht)
Orania is een geslacht van weekdieren uit de klasse van de Gastropoda (slakken).

## Soorten
- Orania adiastolos Houart, 1995
- Orania albozonata (E. A. Smith, 1890)
- Orania archaea Houart, 1995
- Orania atea Houart & Tröndlé, 2008
- Orania badia (Reeve, 1845)
- Orania bimucronata (Reeve, 1846)
- Orania castanea (Küster, 1886)
- Orania corallina (Melvill & Standen, 1903)
- Orania dharmai Houart, 1995
- Orania ficula (Reeve, 1848)
- Orania fischeriana (Tapparone Canefri, 1882)
- Orania fusulus (Brocchi, 1814)
- Orania gaskelli (Melvill, 1891)
- Orania livida (Reeve, 1846)
- Orania maestratii Houart & Tröndlé, 2008
- Orania mixta Houart, 1995
- Orania nodosa (Hombron & Jacquinot, 1848)
- Orania nodulosa (Pease, 1869)
- Orania ornamentata Houart, 1995
- Orania pachyraphe (E. A. Smith, 1879)
- Orania pacifica (Nakayama, 1988)
- Orania pholidota (Watson, 1883)
- Orania pleurotomoides (Reeve, 1845)
- Orania purpurea (Kuroda & Habe, 1961)
- Orania rosadoi Houart, 1998
- Orania rosea Houart, 1996
- Orania serotina (A. Adams, 1853)
- Orania simonetae Houart, 1995
- Orania subnodulosa (Melvill, 1893)
- Orania taeniata Houart, 1995
- Orania walkeri (G. B. Sowerby III, 1908)
- Orania xuthedra (Melvill, 1893)